# Himantura marginata
Himantura marginata  (лат.) — малоизученный вид рода хвостоколов-гимантур из семейства хвостоко́ловых отряда хвостоколообразных надотряда скатов. Они обитают в тропических прибрежных водах Бенгальского и Манарского заливов. Максимальная зарегистрированная ширина диска 179 см. Грудные плавники этих скатов срастаются с головой, образуя ромбовидный диск. Рыло притуплённое. По обе стороны от кончика рыла имеются две выемки. От области глаз до основания хвоста вдоль средней линии диска тянется широкая полоса заострённых чешуй. Окраска дорсальной поверхности диска тёмно-серого или тёмно-коричневого цвета, по краям она темнеет или становится светло-фиолетовой. Вентральная поверхность окрашена  в белый цвет, вдоль края  диска пролегает чёрная полоса. В качестве прилова попадается при кустарном промысле. 
Подобно прочим хвостоколообразным Himantura marginata размножаются яйцеживорождением. Эмбрионы развиваются в утробе матери, питаясь желтком и гистотрофом . 

## Таксономия и филогенез
Впервые Himantura marginata был научно описан английским зоологом Эдвардом Блитом в 1860 году как Trygon marginatus на основании особи, найденной на рынке в Калькутте и впоследствии утраченой. Видовой эпитет происходит от слова лат. margo — «край». Последующие авторы признали род Trygon синонимом рода скатов-гимантур.

## Ареал и места обитания
Himantura marginata являются эндемиками вод Мьянмы, а также Бенгала и Ганджама, Индия. Их ареал может простираться до Индонезии и Мозамбика. Они встречаются реже по сравнению с хвостоколами, обитающими в тех же местах. Эти донные рыбы встречаются у берега на мелководье на глубине до 44 м. Заплывают в солоноватые воды. 

## Описание
Грудные плавники этих скатов срастаются с головой, образуя ромбовидный диск, утолщающийся в центре, ширина которого слегка превышает ширину. Передний край сходится под тупым углом, формируя закруглённое рыло. По обе стороны от слегка выступающего кончика рыла имеются две выемки. Позади мелких глаз расположены крупные брызгальца. На вентральной поверхности диска расположены 5 пар жаберных щелей, рот и ноздри. Между ноздрями пролегает лоскут кожи с бахромчатым нижним краем. Рот изогнут в виде дуги, по углам на дне ротовой полости расположены отростки. Мелкие притуплённые зубы с овальными или ромбовидным основанием выстроены в шахматном порядке и образуют плоскую поверхность. Каждый зуб оснащён выступающим центральным гребнем и двумя низкими гребнями по обе стороны от него. 
Брюшные плавники выступают за задний край диска. 
Кнутовидный тонкий хвост намного превышает длину диска. Кожные складки на хвостовом стебле отсутствуют. На дорсальной поверхности хвостового стебля расположен тонкий шип, соединённый протоками с ядовитой железой. Основание диска уплощено. Дорсальная поверхность диска плотно покрыта зерновидными чешуйками, которые становятся мельче к краям, и располагаются широкой полосой от области между глазами до основания хвоста. Вдоль позвоночника пролегает ряд крупных колючек с основанием в виде звезды. Такие же колючки рассеяны по всему диску. По форме они напоминают мелкие раковины морских блюдечек или кристаллы поваренной соли. До шипа хвостовой стебель гладкий, а позади покрыт зерновидными чешуйками и шипиками. Центральная часть дорсальной поверхности диска окрашена в тёмно-серый или серый цвет, к краям она становится темнее или приобретает светло-фиолетовый оттенок. Иногда в задней части диска вплоть до основания хвоста имеется область, окрашенная в жёлтый цвет. Иногда диск усеивают жёлтые пятнышки, а на небольшом расстоянии от края пролегает неравномерная голубоватая линия. Вентральная поверхность диска белого цвета с толстой чёрной окантовкой заднего и боковых краёв, имеющей неровные границы. Хвост коричневый у основания и белый позади диска. Максимальная зарегистрированная ширина диска 179 см, а общая длина 3,5 м.

## Биология
Подобно прочим хвостоколообразным Himantura marginata  относится к яйцеживородящим рыбам. Эмбрионы развиваются в утробе матери, питаясь желтком и гистотрофом. На этих скатах паразитируют ленточные черви Acanthobothrium dighaensis. 

## Взаимодействие с человеком
Himantura marginata являются объектом коммерческого и кустарного промысла. Данных для оценки Международным союзом охраны природы статуса сохранности вида недостаточно. 